# Daily Alaskan
Daily Alaskan (Alaska Daily) è una serie televisiva statunitense creata da Tom McCarthy. Vede come protagonista Hilary Swank e ha debuttato su ABC il 6 ottobre 2022.

## Trama
La giornalista investigativa newyorkese Eileen Fitzgerald, si trasferisce in Alaska per un nuovo inizio, cercando la redenzione personale e professionistica visto che entra a far parte di un quotidiano della metropolitana di Anchorage, in cui fa amicizia con una dei giornalisti del quotidiano, Roz Friendly per pubblicare gli articoli su un serial killer che uccide delle donne indigene.

## Episodi
| Stagione       | Episodi | Prima TV USA | Prima TV Italia |
| -------------- | ------- | ------------ | --------------- |
| Prima stagione | 11      | 2022         | 2023            |

## Personaggi e interpreti

### Personaggi principali
- Eileen Fitzgerald, interpretata da Hilary Swank, doppiata da Laura Lenghi.
- Stanley Cornik, interpretato da Jeff Perry, doppiato da Antonio Palumbo.
- Rosalind "Roz" Friendly, interpretata da Grace Dove, doppiata da Jessica Bologna.
- Claire Muncy, interpretata da Meredith Holzman, doppiata da Alessandra Cerruti.
- Bob Young, interpretato da Matt Malloy, doppiato da Teo Bellia.
- Gabriel Tovar, interpretato da Pablo Castelblanco, doppiato da Matteo Liofredi.
- Yuna Park, interpretata da Ami Park, doppiata da Lavinia Paladino.
- Austin Teague, interpretato da Craig Frank, doppiato da Simone Leonardi.

### Ricorrenti
- Sylvie Nanmac, interpretata da Irene Bedard.
- Aaron Pritchard, interpretato da Shane McRae, doppiato da Carlo Petruccetti.
- Miles, interpretato da Phillip Lewitski.
- Jamie, interpretato da Joe Tippett.
- Karla, interpretata da Kourtney Bell.

## Distribuzione
Daily Alaskan viene distribuita sul servizio di streaming on demand Disney+ dal 15 febbraio 2023.

### Edizione italiana
La direzione del doppiaggio è di Chiara Salerno i dialoghi italiani sono curati da Il Pentagramma per conto della Beep! Studios che si è occupata anche della sonorizzazione.

## Riconoscimenti
- 2023 – Golden Globe
  - Candidata per la miglior attrice in una serie drammatica a Hilary Swank[5]